# Тани, Наоми
Наоми Тани (яп. 谷ナオミ Тани Наоми, род. 20 октября 1948, район Хаката, города Фукуока) — японская актриса, известная своими ролями в фильмах жанра «Пинку эйга», снятых в 1970-х годах.

## Биография
В 18 лет переехала в Токио. После этого ей поступил ряд предложений сняться в фильмах жанра «Пинку эйга» — низкобюджетных независимых фильмах в жанре мягкого порно, которые были популярны в Японии в тот период. Дебют Наоми состоялся в 1967 году, когда она снялась в фильме «Special». Актриса взяла себе псевдоним «Наоми Тани», фамилию Тани — в честь писателя Дзюнъитиро Танидзаки, имя Наоми — в честь героини одного из его произведений. Слово «Тани» или «долина» также используется в японском сленге для обозначения пространства между женскими грудями. По-видимому, актриса намеренно выбрала многозначный псевдоним, поскольку позднее она открыла ресторан, который назвала «Отани», это название может быть переведено как «большие груди» или «большая Тани».
До начала работы на компанию «Nikkatsu» Тани снималась в комедиях, драмах и боевиках. Впервые она сыграла в кино в 1967 году, снявшись в фильме Кодзи Сэки «Special» (スペシャル). Затем она исполнила небольшую роль в фильме Мамору Ватанабэ «Вдова-рабыня». Высоко оценив актёрские способности Наоми Тани, Ватанабэ назвал её одним из «столпов жанра пинку эйга» и предложил ей сыграть главную роль в своём фильме «Кровать жестоких желаний». В этом фильме Тани сыграла роль дочери, которая хочет отомстить своей матери и её любовнику, которые ради денег убили отца главной героини. Знакомство Тани с жанром БДСМ, состоялось в 1967 году, когда она сыграла роль в одном из эпизодов киноальманаха «Вспоминания современной женщины-доктора», впрочем полноценную роль в БДСМ-фильме она исполнила позже, снявшись в фильме Масанао Сакао «Cruel Map of Women’s Bodies». В этом фильме Наоми Тани сыграла роль проститутки, которая несколько раз пытается сбежать от якудзы, но её каждый раз ловят и пытают. Позднее Тани ещё несколько раз играла в схожих фильмах Сакао, например, в снятом в 1967 году «У девственниц плохая репутация» .
«Красивое лицо, прекрасная чистая кожа … и огромная грудь объёмом 96 сантиметров», а также актёрские способности помогли Наоми Тани стать популярной в 1960-х годах. Ещё до того, как Тани начала сниматься в фильмах компании «Nikkatsu», она сыграла более чем в 200 фильмах. Также актриса стала известна как «королева жанра пинку эйга».

### Nikkatsu
В 1960-х годах фильмы жанра «Пинку эйга» снимали лишь небольшие независимые компании, большинство фильмов имели маленький бюджет и невысокое качество. Но в 1971 году производством фильмов в этом жанре занялась старейшая кинокомпания Японии «Nikkatsu», её фильмы имели больший бюджет и более хорошее качество.
В первый раз для компании «Nikkatsu» Тани снялась в 1972 году, исполнив роль медсестры в фильме «Чувственные звери» (яп. しなやかな獣たち Синаякана кэмонотати). После этого Наоми Тани снова вернулась к съёмкам в низкобюджетных фильмах, поскольку независимые компании давали ей главные роли, а не роли второго плана, как «Nikkatsu».
Позднее «Nikkatsu» предлагали Тани главные роли, но она отказывалась сниматься у этой компании, поскольку своей «специализацией» актриса считала БДСМ-фильмы, тогда как «Nikkatsu» снимала в фильме в более мягком поджанре «Roman Porno». Наоми Тани вернулась к съёмкам у «Nikkatsu» лишь при условии, что первый фильм, в котором она снимется, будет основан на произведении Онироку Дана «Цветок и змея». Студия согласилась. Вышедшая в 1974 году экранизация романа «Цветок и змея», снятая Масару Конумой, имела грандиозный финансовый успех и установила новый стандарт для поджанра «Roman Porno», фильмы снятые по образцу «Цветка и змеи» продолжали приносить «Nikkatsu» прибыль до начала 1980-х годов. Затем Наоми Тани снялась в фильме «Жена как жертва», он имел ещё больший коммерческий успех чем «Цветок и змея».
Впоследствии Тани снялась ещё во множестве жанра «пинку эйга». В последний раз она сыграла в кино в 1979 году, исполнив роль в фильме Сёгоро Нисимуры «Верёвка и кожа».
В 1979 году, находясь на пике карьеры, Наоми Тани неожиданно перестала сниматься. Она прокомментировала свой уход так: «Я никогда не хотела разочаровывать своих поклонников, показывая им своё лицо. Вот почему я всегда отказывалась возвращаться. Никто не может избежать старения. Я хочу остаться в памяти поклонников вечно цветущим цветком» .